# M939
M939 är en serie militära lastbilar som används av USA:s armé. De ersatte M809 i slutet av 1980-talet och idag är runt 32 000 fordon i tjänst. Det finns tre olika varianter och närmare 40 olika modeller av M939.
På grund av dess höga tyngdpunkt och avsaknad av låsningsfria bromsar har fordonet vid flera tillfällen vält och orsakat dödsolyckor. Därför pågår en projekt för att göra fordonen säkrare, till dess är den tillåtna hastigheten begränsad till 65 km/h.